# Alice Lex-Nerlinger
Alice Lex-Nerlinger (geb. 29. Oktober 1893 als Alice Erna Hildegard Pfeffer in Berlin; gest. 21. Juli 1975 in Ost-Berlin) war eine deutsche Malerin, Grafikerin, Illustratorin, Bühnenbildnerin und Fotografin. Sie gehörte zur künstlerisch-politischen Avantgarde proletarisch-revolutionärer Orientierung der Weimarer Republik. In ihrem Werk artikulierte sie Themen der politischen Linken und der Frauenbewegung. Ihr Bild Paragraph 218 von 1931, mit dem sie das damalige Abtreibungsverbot provokativ thematisierte, wurde von der Frauenbewegung der 1970er Jahre wieder aufgegriffen.

## Biografie
Alice Pfeffer wurde als jüngstes von sechs Kindern des Lampenfabrikanten Heinrich Pfeffer und seiner Frau Natalia geb. Draeger in der elterlichen Wohnung in der Brandenburgstraße 75 (heute Lobeckstraße 75) in der Luisenstadt geboren. Von 1911 bis 1916 ließ sie sich zur Malerin und Grafikerin an der Unterrichtsanstalt des Kunstgewerbemuseums Berlin ausbilden. Sie fühlte sich den modernen Künstlern um Herwarth Walden in dessen Galerie „Der Sturm“ in Berlin verbunden. Nach der Heirat mit Oskar Nerlinger 1918 arbeitete sie an dessen Fotogrammen und Filmen mit. In den 1920er Jahren nahm sie zusätzlich den Künstlernamen Lex an. 1928 wurde sie Mitglied der KPD und fertigte zahlreiche Plakate an. Sie war wie auch ihr Ehemann seit etwa 1929 Mitglied der Assoziation revolutionärer bildender Künstler (ASSO). 1929 nahm sie an der „dem Neuen Sehen verpflichteten, bedeutenden“ Internationalen Ausstellung Film und Foto des Deutschen Werkbunds in Stuttgart und Berlin teil.
In ihren Bildern ergriff sie Partei für die Arbeiterklasse, insbesondere auch für die Frauen aus dem Proletariat und stellte ihre solidarische Stärke dar. 1931 zeigte sie in der Großen Berliner Kunstausstellung ein mit Spritztechnik gefertigtes Bild, um gegen die Verhaftung der Ärzte Friedrich Wolf und Else Kienle zu protestieren, die wegen Abtreibung angeklagt waren: Aus der Silhouette einer gesichtslosen Schwangeren tritt eine Gruppe von Frauen, die sich gegen ein gigantisches schwarzes Kreuz stemmen, auf dem „Paragraph 218“ steht. Damit rief sie den Protest von Kirchenvertretern wie auch des SA-Führers August Wilhelm von Preußen hervor, die eine Beschlagnahme des Bildes durchsetzten. Von der feministischen Frauenbewegung der 1970er Jahre wurde es Jahrzehnte später wieder aufgegriffen.
1932 präsentierte sie in einer Ausstellung ein großformatiges Gemälde Feldgrau schafft Dividende, das einen toten Soldaten im Stacheldrahtverhau hängend zeigte, während im Hintergrund mit Kriegsmaterial beladene Waggons ein Rüstungsunternehmen verließen, und zog damit den Zorn der völkischen Presse auf sich. Wie John Heartfield nutzte auch sie die Möglichkeiten der Fotomontage.
Nach der Machtübergabe an die NSDAP wurde sie kurzzeitig wegen des Verdachts des Hochverrats verhaftet. Es kam zu Hausdurchsuchungen, sie wurde aus der Reichskammer der bildenden Künste ausgeschlossen und erhielt Berufsverbot. Letztmalig konnte sie 1934 auf der Großen Berliner Kunstausstellung ausstellen. Sie vernichtete einen Teil ihres Werks und stellte alle öffentlichen Tätigkeiten ein, arbeitete aber heimlich weiter. 1939 ging sie für längere Zeit nach Italien. Ihr Mann konnte weiterhin als Lehrer an einer Oberschule unterrichten und ausstellen.
Nach dem NS-Ende wurde Alice Lex-Nerlinger freischaffend wieder in Berlin tätig und unterrichtete Aktzeichnen und Landschaftsmalerei an der Volkshochschule Steglitz. 1945 gehörte sie mit ihrem Mann und anderen vormaligen ASSO-Mitgliedern zu den Begründern der Arbeitsgemeinschaft sozialistischer Künstler, der später im Schutzverband bildender Künstler aufging. 1946 nahmen die Nerlingers gemeinsam mit anderen Künstlern aus der Tradition der proletarisch-revolutionären Kunst wie Heinrich Ehmsen, Lea Grundig, Hermann Bruse, Otto Nagel, Horst Strempel, Magnus Zeller an der 1. Deutschen Kunstausstellung in Ostberlin teil. Sie war Mitglied des Verbands Bildender Künstler der DDR und der SED.
Oskar Nerlinger gab von 1947 bis 1949 die Zeitschrift Bildende Kunst heraus, zu deren Redaktionsbeirat seine Frau gehörte und in der sie Artikel und Illustrationen publizierte. Im Rahmen des Konzepts Bitterfelder Weg ging Lex-Nerlinger in Industriebetriebe, porträtierte Lehrlinge und Arbeiter.
Alice Lex-Nerlinger hatte in der Sowjetischen Besatzungszone und der DDR eine bedeutende Zahl von Einzelausstellungen und Ausstellungsbeteiligungen. In einer großen Retrospektive zeigte die Akademie der Künste der DDR 1975 die Werke von Alice Lex-Nerlinger und Oskar Nerlinger mit frühesten Arbeiten, solchen der proletarisch-revolutionären Phase der 1920er und 1930er Jahre, nach der Machtübergabe Entstandenem und sozialistisch-realistischen Werken aus den Jahren der DDR. Die Ausstellung wurde von der Neuen Gesellschaft für bildende Kunst anschließend auch in Westberlin gezeigt.
Ausgezeichnet wurde sie für ihr Werk mit einer Ehrenpension (1960), die sie mit Unterstützung der Deutschen Akademie der Künste von der Regierung der DDR erhielt, obwohl sie selbst nicht Mitglied der Akademie war, und mit dem Vaterländischen Verdienstorden der DDR in Silber (1974).
Das Verborgene Museum in Berlin präsentierte auf Initiative der US-amerikanischen Kunsthistorikerin Rachel Epp Buller 2016 eine retrospektive Ausstellung.

## Fotografische Darstellung Alice Lex-Nerlingers
- Barbara Morgenstern: Oskar Nerlinger und Alice Lex-Nerlinger (1968; aus einer Serie von Fotografien)[13]

## Publizierte Essays Alice Lex-Nerlingers (unvollständig)
- Die Kunst im Werden eines neuen Weltbilds. In: Bildende Kunst, Berlin,4/1948, S. 18–20
- Das Wandbild als Forderung unserer Zeit. In: Bildende Kunst. Zeitschrift für Malerei, Graphik, Plastik und Architektur. Berlin. 3. Jahrgang Heft 3/1949, S. 92/93
- Fotomontage - Ausdruck revolutionären Willens. In: Bildende Kunst, Berlin, 1/1959

## Ausstellungen (unvollständig)

### Teilnahme an zentralen und wichtigen regionalen Ausstellungen in der sowjetischen Besatzungszone bzw. der DDR
- 1946 und 1958: Dresden, Allgemeine Deutsche Kunstausstellung und Vierte Deutsche Kunstausstellung
- 1952: Bautzen, Görlitz und Zittau (Wanderausstellung „Berliner Künstler“)
- 1954 und 1957: Berlin, Bezirkskunstausstellungen
- 1968: Halle/Saale, Staatliche Galerie Moritzburg („Sieger der Geschichte. Die Arbeiterpersönlichkeit in der bildenden Kunst der Deutschen Demokratischen Republik“)
- 1970: Berlin, Altes Museum („Auferstanden aus Ruinen. Druckgraphik und Zeichnungen 1945–1970“)
- 1974: Berlin, Kupferstichkabinett („Zeichnungen in der Kunst der DDR“)
- 1975: Halle, Staatliche Galerie Moritzburg („Kunst im Kampf gegen den Faschismus“)

#### Postum
- 1979: Berlin, Altes Museum („Weggefährden – Zeitgenossen. Bildende Kunst aus 3 Jahrzehnten “)
- 1980: Berlin, Galerie am Prater („Retrospektive Berlin“)
- 1981: Dresden, Ausstellungszentrum am Fučík-Platz („25 Jahre NVA“)
- 1985: Erfurt, IGA („Künstler im Bündnis“)

### Ausstellungen seit der deutschen Wiedervereinigung
- 2005: Neues Sehen in Berlin. Fotografie der Zwanziger Jahre, Gruppenausstellung in der Kunstbibliothek – Staatliche Museen zu Berlin
- 2016: Alice Lex-Nerlinger. Photomontage Artist and Painter/Fotomonteurin und Malerin, Retrospektive im Verborgenen Museum, Berlin